# Adam Norrodin
Muhamad Adam bin Mohd Norrodin (Johor, 13 juni 1998) is een Maleisisch motorcoureur.

## Carrière
In 2014 en 2015 reed Norrodin op een Honda in de Asia Talent Cup. Mede dankzij een podiumfinish op het Sepang International Circuit werd hij zevende in de eindstand met 75 punten. In 2015 stond hij twee keer op het podium op Sepang, alhoewel hij met 105 punten ditmaal achtste in het klassement werd. Tevens reed hij in  deze jaren in de Spaanse Moto3. In 2014 reed hij op een KTM en was een dertiende plaats op het Circuito de Navarra zijn beste resultaat, waardoor hij met 4 punten op plaats 31 in het kampioenschap eindigde. In 2015 kwam hij uit op een Honda, waar een veertiende plaats op het Circuito de Albacete zijn beste race-uitslag was en zodoende met 4 punten dertigste in de eindstand werd.
In 2016 debuteerde Norrodin in de Moto3-klasse van het wereldkampioenschap wegrace voor het Drive M7 SIC Racing Team op een Honda. Twee elfde plaatsen in Argentinië en Australië waren zijn beste resultaten en hij eindigde met 14 punten op plaats 28 in het klassement. In 2017 bleef hij actief voor het team en werden zijn resultaten wat beter. Twee achtste plaatsen in Oostenrijk en Australië waren zijn beste race-uitslagen. Met 42 punten verbeterde hij zichzelf naar de zeventiende plaats in de eindstand. In 2018 was een vijfde plaats in Argentinië zijn beste uitslag en eindigde hij met 46 punten op plaats 21 in het kampioenschap.
In 2019 stapte Norrodin over naar het Spaanse Moto2-kampioenschap, waarin hij voor SIC op een Kalex reed. Hij nam enkel deel aan de eerste seizoenshelft, waarin een achtste plaats in de seizoensopener op het Autódromo do Estoril zijn beste resultaat was. Met 35 punten werd hij vijftiende in de eindstand. In de tweede helft van het jaar keerde hij terug in het WK wegrace, waarin hij in de Moto2-klasse voor Petronas Sprinta Racing in de laatste zes races als vervanger van zijn landgenoot Khairul Idham Pawi optrad. Hij kwam tijdens de races niet verder dan plaats 22 in Japan.
In 2020 reed Norrodin een volledig seizoen in de Spaanse Moto2 voor SIC. Hij eindigde in op een na alle races in de top 10, met een vijfde plaats op het Autódromo Internacional do Algarve als beste resultaat. Met 79 punten werd hij zevende in de eindstand. In 2021 behaalde hij drie podiumplaatsen op Estoril, het Circuit Ricardo Tormo Valencia en Portimão, waardoor hij zichzelf met 97 punten naar de vijfde plaats in het eindklassement verbeterde. Tevens reed hij dat jaar in het WK Moto2 in de Grand Prix van Groot-Brittannië als eenmalige vervanger van Jake Dixon voor Petronas Sprinta Racing, waarin hij de finish niet haalde.
In 2022 kwam Norrodin uit in het Aziatisch kampioenschap superbike, waarin hij op een BMW reed. Hij behaalde twee podiumplaatsen op Sepang en werd met 76 punten achtste in de eindstand. In 2023 stapte hij over naar het wereldkampioenschap Supersport, waarin hij op een Honda reed. Een vijfde plaats op Most was zijn beste resultaat. In de daaropvolgende ronde op Magny-Cours raakte hij geblesseerd en werd hij voor de rest van het seizoen vervangen door zijn broer Ibrahim. Met 20 punten eindigde hij op plaats 25 in het kampioenschap.
In 2024 maakt Norrodin de overstap naar het wereldkampioenschap superbike, waarin hij voor het Petronas MIE Racing Honda Team rijdt.